# Benjamin Nivet
Pour les articles homonymes, voir Nivet.
Benjamin Nivet, né le 2 janvier 1977 à Chartres (Eure-et-Loir), est un footballeur français. Professionnel de 1997 à 2019, il évolue au poste de meneur de jeu.
La longévité de sa carrière de joueur professionnel, débutée en 1996, est exceptionnelle. Avec l'ESTAC Troyes (de 2002 à 2007 et de 2012 à 2019) et le SM Caen (de 2007 à 2012), Nivet connaît quatre accessions en Ligue 1 (2005, 2010, 2015 et 2017) et sept relégations (2003, 2007, 2009, 2012, 2013, 2016 et 2018).
Il annonce la fin de sa carrière en mai 2019 alors qu'il lui reste deux à quatre matches à jouer avec L'ESTAC (38e journée, playoff et éventuels barrages).
Aujourd’hui il rejoue avec le club amateur de l’Étoile de Brou.
Il est depuis août 2021 consultant pour la chaîne Amazon Prime Video.

## Biographie

### Enfance et formation
Benjamin Nivet grandit à Yèvres. Ses parents tiennent un magasin d'articles de sport dans la ville voisine de Brou où ce fan de Michel Platini caresse ses premiers ballons. À sept ans, on l'inscrit dans le club de l'OC Châteaudun où il joue cinq saisons. Coéquipier de Patrick Vieira en sélection départementale, il décide de tenter le concours d'entrée à l'INF Clairefontaine en 1990. Sa candidature est retenue pour intégrer la première promotion. Parallèlement, il est repéré par l'US Orléans dont il porte les couleurs le week-end. À treize ans, il quitte donc le cocon familial. En 1991, il dispute la Coupe nationale des minimes avec la sélection de la Ligue du Centre.
En 1992, Nivet intègre le centre de formation de l'AJ Auxerre, dont la réputation fait la différence aux yeux des parents, plutôt que ceux du FC Sochaux ou de l'Olympique lyonnais. Sous l'aile protectrice de Guy Roux, il devient international des moins de 18 ans. L'arrêt Bosman venant d'entrer en vigueur, Roux offre un contrat professionnel à ses jeunes prometteurs. À dix-huit ans, Nivet devient professionnel, mais il doit attendre presque deux ans pour faire ses débuts avec l'équipe première, en première division.

### Débuts professionnels à Auxerre (1997-1999)
Benjamin Nivet débute le 5 septembre 1997 en Ligue 1 lors de la réception de Châteauroux (5-0). Il n'arrive cependant pas à faire son trou : en deux ans, il ne dispute que quinze matchs.
Pas assez « costaud » aux yeux du staff technique, le néo-pro est discret dans le vestiaire. Il déclare en 2015 : « J'étais réservé, il me fallait du temps pour connaître les gens et leur faire confiance. Peut-être que ce caractère m'a un peu freiné dans ma carrière. Je suis arrivé chez les pros sur la pointe des pieds. J'avais presque trop de respect pour les anciens ». L'Algérien Moussa Saïb, parti d'Auxerre en 1997, est un joueur de milieu de terrain qui l'impressionne.

### Expérience en D2 à Châteauroux (1999-2002)
Pour trouver du temps de jeu, Nivet quitte Auxerre en 1999 et signe à La Berrichonne de Châteauroux, en D2. Il marque son premier but professionnel le 3 septembre 1999 lors de la défaite contre l'EA Guingamp (2-3). À la suite des mauvais résultats du club, Joël Bats, qui l'a recruté, est limogé au profit de Thierry Froger. Dans le 4-4-2 du nouvel entraîneur, un meneur de jeu n'a pas sa place. Pendant deux mois il joue peu. Profitant des blessures et suspensions, il fait ses preuves en démontrant sa capacité à jouer plus bas que d'habitude.
Son influence grandit progressivement sur le terrain ainsi que ses statistiques, avec quatorze buts en 96 matchs. Il réalise de bonnes performances et devient un joueur important du championnat.

### Confirmation avec Troyes (2002-2007)
En janvier 2002, l'ES Troyes AC le recrute contre une indemnité d'un million d'euros. Le club termine à la 7e place de première division, comme la saison passée. Pourtant l'année suivante, marquée par le départ de l'entraîneur Alain Perrin est un fiasco : le club troyen termine 20e et descend en Ligue 2. L'équipe doit se réadapter aux rudes joutes de la L2 et ne termine que 10e. Pour la saison 2003-2004, Jean-Marc Furlan arrive comme entraîneur et le convainc de prolonger, malgré l'intérêt du FC Lorient. L'ESTAC retrouve l'élite après deux saisons d'antichambre et douze buts de son meneur de jeu, entouré des futurs internationaux Blaise Matuidi et Bafétimbi Gomis.
Au printemps 2007, Troyes rechute en L2. Nivet dispose d'une clause de sortie pour pouvoir rester en Ligue 1. Des contacts existent avec l'Olympique de Marseille, qui pense à lui pour seconder Samir Nasri, mais l'OM tarde à confirmer son intérêt. Il signe finalement avec le Stade Malherbe de Caen.

### SM Caen (2007-2012)
Le Stade Malherbe de Caen, qui vient d'obtenir son billet pour la Ligue 1, règle deux millions d'euros pour le transfert. Nivet signe un contrat de trois ans. Son nouvel entraîneur, Franck Dumas, est séduit par le « QI footballistique » de sa recrue. « Benjamin je l'ai choisi, en plus de ses qualités, pour sa lucidité, sa vision du jeu » déclare-t-il. À trente ans, Nivet devient vite un rouage essentiel de l'équipe. Son entente au milieu avec Deroin et Proment permet au club d'assurer un maintien confortable. Il dispute 35 matchs et devient rapidement un des cadres de l'équipe. Son contrat est prolongé jusqu'en 2011.
La saison 2008-2009 du club normand, qui doit être celle de la confirmation, n'est pas à la hauteur des espérances. Après un bon début de saison, quinze matchs sans victoire précipitent Caen en Ligue 2. Malgré sa volonté de continuer à jouer en Ligue 1, Benjamin Nivet reste finalement sur les bords de l'Orne. Après un excellent début de saison 2009-2010, qui voit le club normand prendre la tête de la L2, il est élu joueur du mois en octobre 2009 par l'UNFP. En janvier, il prolonge son contrat jusqu'en 2012. Champion de Ligue 2 en 2010, il est aussi meilleur passeur de la saison avec onze passes décisives.
À partir de la saison 2010-2011, Nivet n'est plus systématiquement titularisé par Dumas qui souhaite le préserver. Les Caennais se maintiennent de justesse avec trois nouveaux buts et cinq passes décisives pour le Yévrois. Alors qu'il joue moins en 2011-2012 (seulement treize titularisations), il inscrit sept buts, dont quatre pénaltys, et donne deux passes décisives. Il inscrit notamment les deux derniers buts de son équipe lors des deux dernières journées, qui se concluent sur deux défaites et la relégation du club normand en L2.
Après cinq saisons, 180 matchs (131 en L1) et 24 buts sous les couleurs du SMC, Nivet ne prolonge pas son contrat à Caen. L'AC Ajaccio est sur les rangs pour l'accueillir mais Nivet préfère retourner à l'ES Troyes AC.

### Records de longévité à Troyes (2012-2019)
Nivet retourne à Troyes, promu en Ligue 1, où il retrouve l'entraîneur Jean-Marc Furlan. Il signe un premier contrat d'un an, plus une année supplémentaire en cas de maintien. Lors de la première partie de saison, il a inscrit déjà cinq buts en 18 matchs. Il est élu meilleur Troyen de la première partie de saison par les supporters[réf. nécessaire]. Malgré la relégation, Benjamin prolonge son contrat, après avoir marqué dix buts en 37 matchs de Ligue 1.
En Ligue 2, Nivet devient capitaine. Il réalise deux bonnes saisons, avec respectivement huit buts et autant de passes décisives en 2013-2014 et onze buts et neuf passes l'année suivante. Si l'ESTAC ne termine qu'en milieu de classement en 2014, le club remporte le championnat de Ligue 2 en 2015. Le 31 janvier 2015, il prolonge son contrat jusqu'en juin 2016. En mars, il signe son centième but en professionnel. Le 28 avril 2015, il inscrit le premier but troyen de la victoire arrachée face au FC Lorient (2-1), qui officialise le retour du club en Ligue 1. Il est récompensé de sa bonne saison en étant nommé comme meilleur joueur de Ligue 2 aux Trophées UNFP du football, à 38 ans.
Malheureusement, la saison 2015-2016 est celle d'une nouvelle relégation en Ligue 2. Malgré la déception, Nivet prolonge une nouvelle fois son contrat.
Lors de la saison 2016-2017, Benjamin Nivet est, à 40 ans, le joueur le plus âgé de Ligue 2. Toujours titulaire, il atteint en fin de saison la barre des 600 matchs joués dans sa carrière en championnat. Il décroche une nouvelle fois la montée au terme des matchs de barrage contre Lorient, en marquant le but décisif en toute fin du match aller (victoire 2-1 à Troyes, match nul 0-0 à Lorient). Peu après, il prolonge son contrat d'un an.
En début de saison 2017-2018, il se blesse sérieusement et doit s'arrêter plus de deux mois, pendant que son club se maintient en milieu de tableau. À son retour, l'entraineur Jean-Louis Garcia le fait rentrer en jeu progressivement.
Le 30 mai 2018, l’ESTAC annonce sur son site officiel la prolongation de Benjamin Nivet jusqu’au 30 juin 2019. Le 15 mai 2019, dans un communiqué publié sur le site du club, Benjamin Nivet annonce la fin de sa longue carrière à l'âge de 42 ans.
Lors de la rentrée 2019, il s'inscrit à la formation de manager général de club sportif dispensée par le Centre de droit et d'économie du sport de Limoges.

## Style de jeu
Ce meneur de jeu « à l'ancienne » est un joueur doté d'une technique, d'une vision du jeu et d'une qualité de passe au-dessus de la moyenne. Son coup d’œil, sa gestuelle élégante et sa lecture du jeu en font un des meilleurs milieux de terrain du championnat français. Il est intelligent dans son placement, malin dans ses efforts et vif dans ses prises de balle, autant d'éléments pouvant expliquer sa longévité à haut niveau. Épargné par les blessures, il aligne régulièrement plus de 35 matchs de championnat par saison. Cela résulte d'une hygiène de vie et un professionnalisme élevé : écoute son corps, ne sort pas les deux jours précédant un match.

## Statistiques
| Saison                | Club                  | Championnat           | Championnat | Championnat | Championnat | Coupe nationale | Coupe nationale | Coupe nationale | Coupe de la Ligue | Coupe de la Ligue | Coupe de la Ligue | Compétition(s) continentale(s) | Compétition(s) continentale(s) | Compétition(s) continentale(s) | Compétition(s) continentale(s) | Total | Total | Total |
| Saison                | Club                  | Division              | M.          | B.          | P.d.        | M.              | B.              | P.d.            | M.                | B.                | P.d.              | Comp.                          | M.                             | B.                             | P.d.                           | M.    | B.    | P.d.  |
| 1997-1998             | AJ Auxerre            | Division 1            | 7           | -           | -           | -               | -               | -               | 2                 | -                 | -                 | -                              | -                              | -                              | -                              | 9     | 0     | 0     |
| 1998-1999             | AJ Auxerre            | Division 1            | 6           | -           | -           | -               | -               | -               | 0                 | -                 | -                 | -                              | -                              | -                              | -                              | 6     | 0     | 0     |
| Sous-total            | Sous-total            | Sous-total            | 13          | 0           | 0           | 0               | 0               | 0               | 2                 | 0                 | 0                 | -                              | 0                              | 0                              | 0                              | 15    | 0     | 0     |
| 1999-2000             | LB Châteauroux        | Division 2            | 30          | 5           | -           | 1               | -               | -               | 2                 | -                 | -                 | -                              | -                              | -                              | -                              | 33    | 5     | 0     |
| 2000-2001             | LB Châteauroux        | Division 2            | 33          | 4           | -           | 2               | -               | -               | 4                 | 1                 | -                 | -                              | -                              | -                              | -                              | 39    | 5     | 0     |
| 2001-2002             | LB Châteauroux        | Division 2            | 21          | 4           | -           | 1               | -               | -               | 2                 | -                 | -                 | -                              | -                              | -                              | -                              | 24    | 4     | 0     |
| Sous-total            | Sous-total            | Sous-total            | 84          | 13          | 0           | 4               | 0               | 0               | 8                 | 1                 | 0                 | -                              | 0                              | 0                              | 0                              | 96    | 14    | 0     |
| 2001-2002             | ESTAC Troyes          | Division 1            | 6           | -           | 0           | 1               | -               | -               | -                 | -                 | -                 | -                              | -                              | -                              | -                              | 7     | 0     | 0     |
| 2002-2003             | ESTAC Troyes          | Ligue 1               | 23          | 2           | 1           | 1               | -               | -               | -                 | -                 | -                 | CI                             | 5                              | -                              | -                              | 29    | 2     | 1     |
| 2003-2004             | ESTAC Troyes          | Ligue 2               | 35          | 6           | -           | 1               | 1               | -               | 3                 | -                 | -                 | -                              | -                              | -                              | -                              | 39    | 7     | 0     |
| 2004-2005             | ESTAC Troyes          | Ligue 2               | 32          | 12          | -           | 2               | -               | -               | 2                 | 1                 | -                 | -                              | -                              | -                              | -                              | 36    | 13    | 0     |
| 2005-2006             | ESTAC Troyes          | Ligue 1               | 38          | 6           | 5           | 1               | -               | -               | 1                 | 1                 | -                 | -                              | -                              | -                              | -                              | 40    | 7     | 5     |
| 2006-2007             | ESTAC Troyes          | Ligue 1               | 31          | 6           | 3           | 1               | -               | -               | 1                 | -                 | -                 | -                              | -                              | -                              | -                              | 33    | 6     | 3     |
| Sous-total            | Sous-total            | Sous-total            | 165         | 32          | 9           | 7               | 1               | 0               | 7                 | 2                 | -                 | -                              | 5                              | 0                              | 0                              | 184   | 35    | 9     |
| 2007-2008             | SM Caen               | Ligue 1               | 35          | 2           | 4           | 1               | -               | -               | -                 | -                 | -                 | -                              | -                              | -                              | -                              | 36    | 2     | 4     |
| 2008-2009             | SM Caen               | Ligue 1               | 32          | 6           | 2           | 2               | -               | -               | -                 | -                 | -                 | -                              | -                              | -                              | -                              | 34    | 6     | 2     |
| 2009-2010             | SM Caen               | Ligue 2               | 36          | 6           | 11          | 3               | -               | -               | 1                 | -                 | -                 | -                              | -                              | -                              | -                              | 40    | 6     | 11    |
| 2010-2011             | SM Caen               | Ligue 1               | 31          | 3           | 5           | 1               | -               | -               | 2                 | -                 | -                 | -                              | -                              | -                              | -                              | 34    | 3     | 5     |
| 2011-2012             | SM Caen               | Ligue 1               | 33          | 7           | 2           | 1               | -               | -               | 2                 | -                 | -                 | -                              | -                              | -                              | -                              | 36    | 7     | 2     |
| Sous-total            | Sous-total            | Sous-total            | 167         | 24          | 24          | 8               | 0               | 0               | 5                 | 0                 | 0                 | -                              | 0                              | 0                              | 0                              | 180   | 24    | 24    |
| 2012-2013             | ESTAC Troyes          | Ligue 1               | 37          | 10          | 3           | 2               | -               | -               | 1                 | -                 | -                 | -                              | -                              | -                              | -                              | 40    | 10    | 3     |
| 2013-2014             | ESTAC Troyes          | Ligue 2               | 36          | 8           | 8           | 2               | 1               | -               | 5                 | 2                 | -                 | -                              | -                              | -                              | -                              | 43    | 11    | 8     |
| 2014-2015             | ESTAC Troyes          | Ligue 2               | 35          | 11          | 9           | 1               | -               | -               | 1                 | -                 | -                 | -                              | -                              | -                              | -                              | 37    | 11    | 9     |
| 2015-2016             | ESTAC Troyes          | Ligue 1               | 34          | 3           | 4           | 2               | 1               | -               | -                 | -                 | -                 | -                              | -                              | -                              | -                              | 36    | 4     | 4     |
| 2016-2017             | ESTAC Troyes          | Ligue 2               | 36+2        | 7+1         | 8+0         | 1               | 2               | -               | -                 | -                 | -                 | -                              | -                              | -                              | -                              | 39    | 10    | 8     |
| 2017-2018             | ESTAC Troyes          | Ligue 1               | 26          | 2           | 2           | 3               | 2               | -               | -                 | -                 | -                 | -                              | -                              | -                              | -                              | 29    | 4     | 2     |
| 2018-2019             | ESTAC Troyes          | Ligue 2               | 20          | 0           | 3           | 1               | 0               | -               | 1                 | 0                 | -                 | -                              | -                              | -                              | -                              | 22    | 0     | 3     |
| Sous-total            | Sous-total            | Sous-total            | 226         | 42          | 37          | 12              | 6               | 0               | 8                 | 2                 | 0                 | -                              | 0                              | 0                              | 0                              | 246   | 50    | 37    |
| Total sur la carrière | Total sur la carrière | Total sur la carrière | 655         | 111         | 70          | 31              | 7               | 0               | 30                | 5                 | 0                 | -                              | 5                              | 0                              | 0                              | 721   | 123   | 70    |

### Bilan par compétition
| Compétition       | M.  | But inscrit | [ 14 ] |
| ----------------- | --- | ----------- | ------ |
| Coupe Intertoto   | 5   | 0           | -      |
| Ligue 1           | 339 | 47          | 22     |
| Ligue 2           | 314 | 63          | 39     |
| Barrage L1/L2     | 2   | 1           | 0      |
| Coupe de France   | 31  | 7           | -      |
| Coupe de la Ligue | 30  | 5           | -      |

## Palmarès

### En club
Benjamin Nivet remporte la Coupe Intertoto en 1997 avec l'AJ Auxerre. Il est également Champion de France de Ligue 2 à deux reprises en 2010 avec le SM Caen et en 2015 avec l'ES Troyes.

### Distinctions individuelles
Nivet est élu joueur du mois par l'UNFP en octobre 2009 et fait partie de l'Équipe-Type de Ligue 2 (UNFP et Canal+) en 2005, 2010, 2013 et en 2014.

## Vie privée
Il est le père de deux filles (Lou-Anne et Lisa) et d'un fils (Timéo) avec Julie, fille du médecin de l'AJA.
Benjamin Nivet est également le parrain depuis de nombreuses années d'Assofrani, association de solidarité franco-nigérienne basée dans l'Aube, qui construit des puits au Niger et fidèle parrain de l'association européenne contre les leucodystrophies (ELA)

### Ouvrage de référence
- Gérald Massé et Romain Léger, Les exploits des sportifs d'Eure-et-Loir : 1965-2015, Dreux, Antipodes, octobre 2015, 336 p. (ISBN 978-2-9553628-0-8)

1. ↑  Football - 2015 / Benjamin Nivet : l'homme qui rajeunissait, p. 293
2. 1 2 3 4 5 6 7  Football - 2015 / Benjamin Nivet : l'homme qui rajeunissait, p. 294
3. 1 2 3 4 5  Football - 2015 / Benjamin Nivet : l'homme qui rajeunissait, p. 295
4. 1 2 3 4 5  Football - 2015 / Benjamin Nivet : l'homme qui rajeunissait, p. 296

### Autres références
1. ↑  « Ligue 1 : Amazon dévoile sa liste de consultants », sur lequipe.fr, 5 août 2021 (consulté le 8 août 2021).
2. ↑  « Coupe Nationale des Minimes », Foot, hebdomadaire de la FFF, no 40,‎ 4 mai 1991, p. 8-9
3. ↑  Nivet veut quitter Caen le 23.06.2009
4. ↑  UNFP: Nivet meilleur joueur en octobre
5. ↑  Nivet prolonge jusqu'en 2012, caen.maville.com, 24 janvier 2010
6. ↑  L2 : Buteurs et passeurs homologués
7. ↑  « BENJAMIN NIVET FAIT DURER LE PLAISIR ! », sur estac.fr, 31 janvier 2015 (consulté le 31 janvier 2015)
8. ↑  « Benjamin Nivet prolonge à Troyes », sur SOFOOT.com (consulté le 27 novembre 2017)
9. ↑  « Barrages Ligue 1. Benjamin Nivet, le quadra génial de Troyes », Ouest-France.fr,‎ 28 mai 2017 (lire en ligne, consulté le 27 novembre 2017)
10. ↑  « Benjamin Nivet prolonge avec Troyes jusqu'en juin 2018 », L'ÉQUIPE,‎ 25 juin 2017 (lire en ligne, consulté le 27 novembre 2017)
11. ↑  « Benjamin Nivet indisponible pendant plusieurs semaines », L'ÉQUIPE,‎ 8 septembre 2017 (lire en ligne, consulté le 27 novembre 2017)
12. ↑  « Sélection définitive - 11e promotion - Maitrise universitaire de manager gnéral du club sportif professionnel », sur www.cdes.fr, Centre de droit et d'économie du sport (consulté le 30 juillet 2019)
13. ↑  « Fiche de Benjamin Nivet », sur LFP.fr
14. ↑  Les passes décisives ne sont pas comptabilisées en Coupe Intertoto, Coupe de France et Coupe de la Ligue. En Ligue 1 et Ligue 2, les passes décisives ne sont comptabilisées que depuis la saison 2007-2008. Le total indiqué ne comprend donc pas les saisons antérieures.
15. ↑  Benjamin Nivet détient toujours la clé du jeu le 14.10.2009